# Furcraea parmentieri
Furcraea parmentieri är en sparrisväxtart som först beskrevs av Benedict Roezl, och fick sitt nu gällande namn av García-mend. Furcraea parmentieri ingår i släktet Furcraea och familjen sparrisväxter. Inga underarter finns listade i Catalogue of Life.